# Државни удар 18. бримера
Државни удар 18. бримера 8. године републике (9. новембар 1799) представља догађај који је означио крај Француске револуције. Наполеон Бонапарта је насилно преузео власт укинувши директоријум и Прву француску републику. Републику је наследио конзулат у коме је сва власт била у рукама Наполеона. 

## Пуч
Незадовољна неодлучношћу Директоријума, крупна буржоазија је тежила завођењу јаке власти која би је заштитила од опасности здесна (од ројалиста), а нарочито слева (од демократа). Тако се створила идеја о организовању новог државног удара. Међутим, за то је била потребна војска коју буржуји нису имали. Наполеон Бонапарта није био једини кандидат буржоазије за диктатора. Међутим, генерал Жубер је погинуо у бици код Новиа, а генерал Моро је одбио да прими улогу која му је поверена. 
Пошто је предао команду над војском у Египту, Наполеон се 13. октобра 1799. године искрцао у Француској. Становништво га је свечано дочекало. Чим је стигао у Париз, Наполеон је почео са организовањем пуча. Многи лиферанти и банкари су му позајмили новац. Два члана директоријума, Сијесес и Роже-Дико, такође су били на његовој страни. 
До државног удара дошло је 18/19. бримера 8. године републике. Преостали чланови директоријума (Барас, Гоје и Мулен) нису се ни најмање успротивили Наполеоновом насилном преузимању власти. Под изговором лажне "јакобинске завере" Бонапарта се прогласио командантом војске у париском војном округу. Савет старијих и Савет пет стотина били су пресељени у градић Сен Клу зато што их је Бонапарта убедио да је врло известан јакобински пуч, а он им је гарантовао безбедност тако што ће да напусте престоницу. Тиме је Бонапарта добио команду над свим расположивим локалним трупама. Окупљена војска била је под командом Наполеонових рођака. Лево, демократско крило Савета пет стотина непријатељски је дочекало Наполеона вичући "Доле диктатор", "Доле тиранин". Неколико посланика га је физички напало и истерало из дворане. Наполеонов брат, Лисјен Бонапарта, убедио је војску да су посланици потплаћени од Енглеске. Војници су истерали посланике из дворане. Увече су похватани и приморани да потпишу одлуку о укидању Директоријума. Власт је предата тројици конзула - Бонапарти, Сијесесу и Роже-Дикоу. Прва француска република престала је да постоји. Наследио ју је Француски конзулат (1799—1804). У француској историји започео је нови период - период дуге војне диктатуре Наполеона Бонапарте.